# سونگ اوی‌بین
همسر سلطنتی نجیب‌زاده یی از خاندان چانگ‌نیونگ سونگ (کره‌ای: 의빈 성씨; هانجا: 宜嬪 成氏; ۶ اوت ۱۷۵۳ – ۴ نوامبر ۱۷۸۶) همسر پادشاه جونگ‌جو چوسان بود.

## زندگی‌نامه

### اوایل زندگی
همسر آیندهٔ سلطنتی در ۶ اوت ۱۷۵۳ (۸ ژوئیه ۱۷۵۳ بر اساس تقویم قمری کره‌ای) و در سال بیست و نهم سلطنت پادشاه یونگ‌جو، در خاندان چانگ‌نیونگ سونگ به دنیا آمد. نام او سونگ دوک ایم (성덕임؛ 成德任) بود.
او کوچک‌ترین دختر و فرزند سونگ یون وو (성윤우؛ 成胤祐) و همسر دومش، بانوی ایم از خاندان بوان ایم (부안 임씨؛ 扶安 林氏) بود. سونگ دوک ایم شش خواهر و برادر داشت؛ چهار برادر بزرگ‌تر، یک خواهر بزرگ‌تر و یک برادر ناتنی کوچک‌تر.
همسر اول سونگ یون وو، بانو ما از خاندان چانگ‌هونگ ما (장흥 마씨؛ 長興 馬氏) بود. پس از فوت همسر اولش، او با بانو ایم ازدواج کرد که دختر ایم جونگ جو (임종주؛ 林宗胄)، یک مقام دولتی پایین‌رتبه بود. بانو ایم در سال ۱۷۵۶، سه سال پس از تولد سونگ یی بین درگذشت. همسر سوم سونگ یون وو، بانو جی از خاندان دان‌یانگ جی (단양 지씨؛ 丹陽 池氏) بود.
خانوادهٔ سونگ وضعیت مالی مناسبی نداشتند. در زمان تولد سونگ دوک ایم، پدرش به عنوان پیشکارِ خانه برای هونگ بونگ هان، پدربزرگ مادری پادشاه جونگ‌جو، کار می‌کرد. او بعدها به یک مقام نظامی رسید، اما در سال ۱۷۶۱ به دلیل اتهام اختلاس از خدمت استعفا داد. پدر سونگ دوک ایم در سال ۱۷۶۹ و در سن ۶۰ سالگی درگذشت.

### زندگی در قصر
در سال ۱۷۶۲، سونگ دوک ایم وقتی که ۱۰ سال داشت، وارد دربار سلطنتی شد و به عنوان گونگ‌نیو (خدمتکار سلطنتی) مشغول به کار گردید. به دلیل ارتباطات پدرش با خاندان پونگ‌سان هونگ، او به خدمتکار شخصی مادر پادشاه جونگ‌جو، بانو هه گیونگ منصوب شد.
در سال ۱۷۷۳، او به همراه شاهدخت‌ها چونگ‌یون و چونگ‌سون، رمان کلاسیک گواک‌جانگ‌یانگ‌مون‌روک را که شامل ۱۰ جلد بود، به زبان کره‌ای ترجمه کردند.
قبل از سال ۱۷۸۲، او از لطف پادشاه جونگ‌جو برخوردار شد و به مقام سانگ‌یی (مقامی در دربار با رتبهٔ پنجم) ارتقاء یافت. در فاصلهٔ سال‌های ۱۷۸۰ تا ۱۷۸۲، او دو بار باردار شد، اما هر دو بارداری به سقط جنین انجامید.
در ۱۳ اکتبر ۱۷۸۲، بانو سونگ اولین فرزند خود، یی سون (이순)، را به دنیا آورد. همان روز او به عنوان همسر سلطنتی معرفی شد و به رتبهٔ سوم سو یونگ ارتقاء یافت. تقریباً سه ماه بعد، در دسامبر ۱۷۸۲، پسرش به عنوان شاهزاده سلطنتی (원자; 元子) معرفی شد.
در سال ۱۷۸۳، سونگ سو یونگ به رتبه اول ارشد بین ارتقا یافت و پادشاه جونگ جو شخصاً پیشوند «یی» (هانجا: 宜، به معنی «مناسب» یا «دقیق») را برای او انتخاب کرد.
در ۲۰ مارس ۱۷۸۴، بانو سونگ دختری بی‌نام به دنیا آورد که یک سال بعد درگذشت.
در ۲ ژوئیه ۱۷۸۴، یی سون به عنوان ولیعهد منصوب شد، اما در ۶ ژوئن ۱۷۸۶ در پی شیوع یک اپیدمی درگذشت.

### مرگ
چهار ماه پس از مرگ پسرش، سون یی بین در آخرین ماه بارداری پنجم خود (طبق تقویم قمری کره‌ای، ۱۴ سپتامبر ۱۷۸۶) بر اثر بیماری درگذشت. فرزند متولدنشدهٔ او نیز همراه با او جان باخت. پادشاه جونگ‌جو برای او سنگ‌نوشته‌ای نوشت که در آن از غم خود سخن گفت و عشقش را به او ابراز کرد. گفته می‌شود که بانو سونگ تنها زنی بود که پادشاه جونگ‌جو در میان همسرانش عاشق او بود. مراسم تدفین او در کاخ آن‌هیون برگزار شد که این موضوع غیرمعمول بود.

## در فرهنگ عامه
- بازی شده توسط هان جی مین در مجموعه تلویزیونی سال ۲۰۰۷ ام‌بی‌سی، ایسان
- بازی شده توسط لی سه یونگ در مجموعه تلویزیونی سال ۲۰۲۱ ام‌بی‌سی، سرآستین قرمز